# Don't You Wanna
Don't You Wanna? (en español: ¿No quieres?) es el primer extended play (EP) de la banda de rock alternativo británica The Amazons. Fue publicado el 7 de diciembre de 2015 a través del sello discográfico Fiction Records. El material fue producido y mezclado por Catherine Marks, e incluye el sencillo promocional «Junk Food Forever».

## Antecedentes
Luego de haber participado en la gira alemana con The Kooks a comienzos de año, estuvieron participando como teloneros de otras bandas y en conciertos acústicos. Buscando entre distintos productores, optaron por Catherine Marks, quien apoyó en la mezcla de «Junk Food Forever». Los planes originales solo incluían la mezcla del sencillo, pero eventualmente se extendió hasta la producción del EP.

## Contenido y publicación
Hablando sobre el proceso de «Junk Food Forever», mencionan que la batería fue grabado en un estudio de Northampton, mientras que el resto de instrumentos fueron grabados en el cuarto del apartamento de Chris Alderton, debido a la escasez de dinero. El sencillo tuvo una publicación limitada a través de su imprenta independiente Goth Cruise Records en junio, publicando como lado B su primera canción grabada, «Something in the Water». Debido a su creciente reputación por sus enérgicas presentaciones en vivo, fueron apoyados por los presentadores radiales Huw Stephens y Zane Lowe de BBC Radio 1. Inicialmente, el EP tuvo una fecha de publicación para el 9 de octubre bajo Goth Cruise, antes de ser postergado por su firma con Fiction.

## Lista de canciones
| N.º   | Título                   | Duración |  |
| 1.    | «Ultraviolet»            | 3:37     |  |
| 2.    | «Junk Food Forever»      | 3:43     |  |
| 3.    | «Millions (The Party)»   | 2:50     |  |
| 4.    | «Something in the Water» | 5:04     |  |
| 15:24 |                          |          |  |

## Créditos y personal
Adaptados desde AllMusic.
| The Amazons - Matthew Ian Thomson – Voz principal, composición, guitarra. - Christopher John Alderton – Guitarra, composición. - Elliot James Briggs – Bajo eléctrico, composición (excepto 3). - Josef «Joe» Emmett – Batería, percusión, composición (excepto 3). | Apoyo y producción - Catherine Marks – Mezcla, producción, programación. - John Davis – Ingeniero de masterización. - Benjamin Mark Weaver – Composición (3). - Jamie Norton – Composición (3). |